# Peyrefitte-sur-l’Hers
Peyrefitte-sur-l’Hers – miejscowość i gmina we Francji, w regionie Oksytania, w departamencie Aude.
Według danych na rok 1990 gminę zamieszkiwało 56 osób, a gęstość zaludnienia wynosiła 9 osób/km² (wśród 1545 gmin Langwedocji-Roussillon Peyrefitte-sur-l’Hers plasuje się na 844. miejscu pod względem liczby ludności, natomiast pod względem powierzchni na miejscu 951.).